# Félix Chero
Félix Inocente Chero Medina (Lambayeque, Perú, 22 de junio de 1970) es un abogado, catedrático, profesor  y político peruano. Abogado penalista litigante con más de 25 años de experiencia. Fue ministro de Justicia y Derechos Humanos del Perú, entre marzo y diciembre de 2022, en el gobierno de Pedro Castillo.

## Biografía
Félix Inocente nació el 22 de junio de 1970 en la ciudad peruana de Piura .
En 1998, obtuvo el grado de bachiller, con especialidad en Derecho y Ciencias Políticas, por la  Universidad Nacional Pedro Ruiz Gallo. En ese mismo año, obtiene el título de abogado en el mismo centro de estudios.
Cuenta con una maestría en Derecho, con mención en Ciencias Penales.
Cuenta  con estudios concluidos de doctorado en derecho y ciencia política.
Es maestro en Derecho con mención en Ciencias Penales, grado otorgado por la Universidad Nacional Pedro Ruiz Gallo, en 2012. Bajo la tesis: El estado de ebriedad en los conductores de vehículos, una de las causas principales para la comisión de los delitos de homicidio culposo.
Ha obtenido diplomados especializados del Colegio de Abogados de Lambayeque (CAL), la Universidad Inca Garcilaso de la Vega y la Asociación Peruana de Ciencias Jurídicas y Conciliación (APPEC).Universiad Mayor de San Marcos y Universidad Católica del Perú, entre otras.

### Trayectoria
Fue asesor legal de la Federación departamental de Comerciantes de Lambayeque (1998-2001), en el Sindicato de Trabajadores de la Empresa Agroindustrial Pucalá SAA (2001-2002); en la Facultad de Ciencias Histórico y Educación (2004-2005), en la Facultad de Ingeniería Civil de Sistemas y de Arquitectura (2006-2007), de la Universidad Nacional Pedro Ruiz Gallo; en la revista Opinión Regional (2004-2010), del Consorcio Gestores de Gobernabilidad (2004-2005), y de la Universidad Nacional Pedro Ruiz Gallo.
Entre el 2000 y 2004, fue asesor de la empresa Rivas Pasco & Cía. SCRL.
También fue asesor legal externo del Sindicato Único de Trabajadores Administrativos de la Universidad Nacional Pedro Ruiz de Lambayeque (2010), de la Municipalidad Distrital de Incahuasi (2011-2012) y de la Municipalidad Distrital de Pimentel-Chiclayo.
Director de Asesoría Jurídica de la Universidad Nacional Pedro Ruiz Gallo 2014-2016
Fue subgerente de la empresa Advocatus SAC.
Fue director del Estudio Jurídico Chero & Abogados.
Fue Catedrático de pregrado de las Universidades Pedro Ruiz Gallo-Facultad de Derecho (Programa de Profesionalización), de San Martin de Porres y César Vallejo  en las cátedras de Derecho Procesal Penal, Delitos contra la Administración Pública, Litigación Oral, Asesor de Tesis, Derecho Laboral y Procesal Laboral.
Fue docente de Postgrado en la Universidad Nacional de Piura, en los cursos de Derecho Procesal Penal, Delitos contra la Administración Pública y Criminalística.
Es conferencista Nacional e Internacional en temas de su especialidad: Derecho Penal, procesal penal y laboral.
En noviembre de 2021, fue nombrado como director general de la Defensoría de la Policía Nacional.
Fue jefe de gabinete del Despacho Ministerial de Defensa, en la gestión de Juan Carrasco.

### Ministro de Estado
El 19 de marzo de 2022, fue nombrado y posesionado por el presidente Pedro Castillo como ministro de Justicia y Derechos Humanos del Perú.
Desde marzo de 2024 es Consultor en la Firma Legal SACHER ABOGADOS & CONSULTORES SAC.

## Controversias
- Fue investigado por el presunto delito de patrocinio ilegal y absuelto por la Segunda Sala Penal de la Corte Superior de Justicia de Lambayeque.

## Publicaciones
Hasta el 2013, escribía en su blog Temas jurídicos. 
- Ha escrito en varias revistas especializadas.[3]

- Es autor del libro Proceso común y sistema de audiencias en el nuevo Código Procesal Penal, adscrito a la biblioteca del Ministerio Publico.